# George Gernert

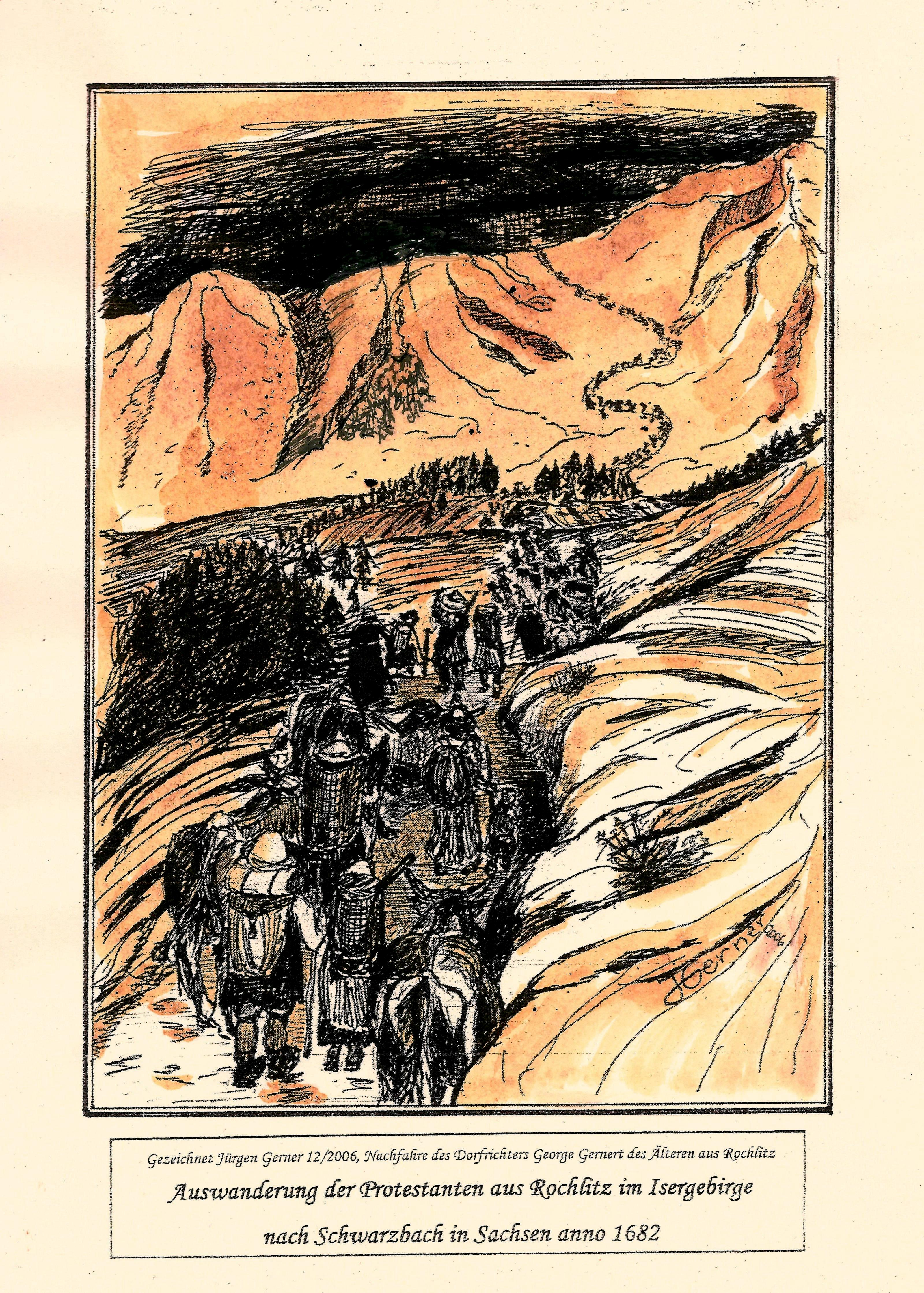
Auswanderung der Protestanten aus Rochlitz im Isergebirge nach Schwarzbach im Jahr 1682

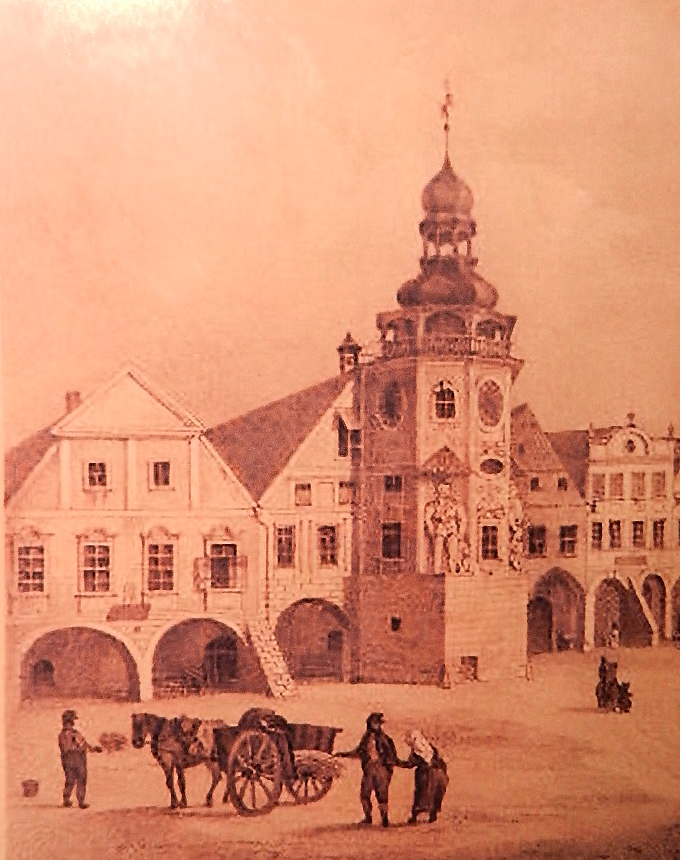
Bürgerhaus der Gernert Exulanten, links neben dem Rathaus von Arnau

George Gernert der Jüngere (* um 1630; † vor 1693) war Gerichtsprimus und Dorfrichter von 1657 bis 1682 in Rochlitz an der Iser. Er führte als Schultheiß im böhmischen Riesengebirge eine spektakuläre Exulanten-Flucht nach Sachsen an, die großes Aufsehen in Wien, Prag und Dresden, beim römisch-deutschen Kaiser und böhmischen König Leopold I. und beim sächsischen Kurfürsten Johann Georg III., hervorrief. Er kehrte vor 1693 mit seiner Frau und fünf Kindern aufgrund eines Versprechens der böhmischen Gutsbesitzerin von Starkenbach, ihn in seinen verlassenen Besitz wieder einzusetzen, in das katholische Rochlitz zurück.

## Leben
George Gernerts Vater, George Gerner(t) der Ältere, entstammte dem bürgerlichen Patriziergeschlecht Gernert aus Arnau. Die Familie war mit den wohlgestellten Bürgerfamilien Cirkan und Dreyschuch aus den umliegenden Ortschaften Kottwitz, Tschermna und Silber verwandt. Seine Vorfahren waren Senatoren und Bürgermeister (1611) der Stadt Arnau. Die Gernerts besaßen in Arnau neben dem Rathaus, um 1592 nachgewiesen, ein Bürgerhaus mit einem großen Weinkeller und einem Weinhandel. Es ist heute das Hotel am Ring. Die Gernerts waren Ratsherren und Weinschenke der bekannten Adelsherren von Arnau, der von Waltstein, später von Wallenstein genannt. Die von Waltstein kauften Merten Gernert 1592 das Haus samt dem Schank- und Braugewerbe ab. Die gotischen Kellergewölbe hatten Verbindungen zum Ratskeller. Die Gernerts besaßen eine Vielzahl von Ackergrundstücken um die Stadt herum und entlang der Elbe, eine Fleischbank am Markt, eine Familiengruft am Kloster, 1528 ein Pfortenhaus vor dem östlichen Stadttor, dem Niderthor. Dort konnte man nach Schließung der Stadttore logieren, zechen, die Pferde versorgen, und es wurde hier das Geld entrichtet, um die Stadt zu betreten.
Die Repressionen der Gegenreformation zwangen den Teil der Familie, der sich nicht rekatholisieren lassen wollte, in die noch bis 1682 protestantischen Ortschaften an der Grenze zu Sachsen und Schlesien. Das nach dem Dreißigjährigen Krieg aufstrebende Rochlitz brauchte einen Gerichtsschulzen. George Gernert der Ältere bekam das privilegierte Amt. Die Gernert-Familie orientierte sich auch zu den Orten Morchenstern, Antoniwald, dort war Gerge Gärner (Georg Gerner) 1698 als Primas erwähnt. In der Folgezeit dominierten in Rochlitz die gewählten Dorfrichter Georg Gernert der Ältere und der Jüngere von 1657 bis 1682 in diesem Amt. Am 15. Juli 1682 war der Druck vonseiten der katholischen Herrschaftsbesitzerin Anna Francisca Harrant, geb. Gräfin Schönfeld so groß, dass 200 Untertanen – das Gros der Ortsbevölkerung – die Glasfenster zerschlugen, die nötigsten Sachen packten, die Schornsteine einrissen und mit dem Rädelsführer George Gernert dem Jüngeren auf dem Böhmersteig übers Riesengebirge flohen. Ein Jahr zuvor war ein „aufrührischer“ Untertan des Dorfes, Nathaniel Müller, der nicht den katholischen Glauben annehmen wollte, aus der böhmischen Haft nach Gebhardsdorf in Sachsen entflohen. Nathaniel Müller kam nun mit bewaffneten Exulanten aus Sachsen (Gebhardsdorf/Schwarzbach) übers Riesengebirge und unterstützte die Flucht der Rochlitzer Protestanten. Zum Transport der nötigsten Habe wurden 100 eigene und auch 200 Rinder der Herrschaft mitgenommen. Der ganze Abzug ins protestantische Sachsen wurde mit Schuss- und Stichwaffen durch die aufständischen Exulanten durchgesetzt. Der Marsch endete in Schwarzbach im sächsischen Queiskreis, einem Dorf der protestantischen Herrschaft von Uechtritz (Gebhardsdorf, Schwerta). Die Hauptlast der Eingliederung und Sesshaftmachung der deutsch-böhmischen Exulanten trug Gebhardsdorf. Die nun untertanenlose Herrschaft in Böhmen beklagte sich bei Kaiser Leopold I. in Wien, in Prag und in Dresden beim Kurfürsten von Sachsen über ihren Missstand. Viel Schriftverkehr wurde geführt, um die Exulanten wieder zurückzubekommen. In einem Protokoll vom 6. Oktober 1682, beim Bürgermeister von Grottau auf Anordnung des Monarchen aufgenommen, erklärte George Gernert das Versprechen des die Exulanten aufnehmenden Gutsherrn, Christoph von Uechtritz, Er wolle ihn an- und aufnehmen und hätte seinen Leuten geboten bei hoher Strafe, wenn sie die Entlaufenen nicht aufnehmen würden.

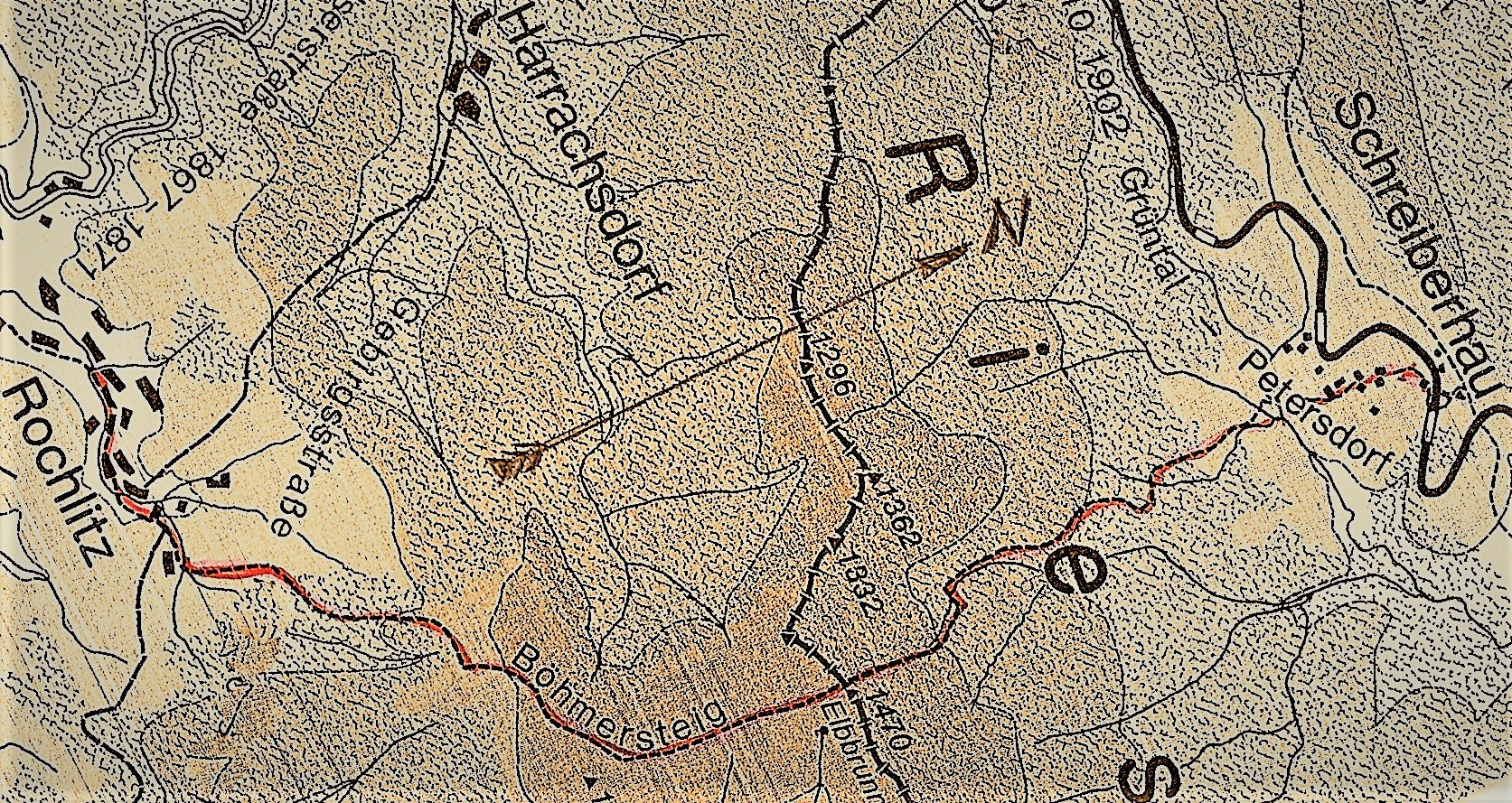
Böhmersteig, historischer Handelsweg vom böhmischen Rochlitz zum schlesischen Schreiberhau

 Trotzdem wurde noch im 17. Jahrhundert von den katholischen Monarchen angeordnet, die Exulanten mit der Garantie der Einsetzung in ihre ehemaligen Stellen wieder zurückzuführen. Von 200 geflohenen Personen gingen 121 wieder nach Böhmen.
George Gernert kehrte mit Frau und 5 Kindern vor 1693 wieder nach Rochlitz zurück; seinen sozialen Stand als Richter bekam er nicht wieder.
Sein Bruder Hans Gernert, ein Bauer, blieb in Sachsen in Schwarzbach/Queiskreis. Dessen Sohn Christian siedelte 1713 in Estherwalde mit Frau und zwei Kindern auf der Hofstelle Nr. 9, immer zur Exulanten-Flucht bereit. Unterhalb ihres Hauses floss der Schwarzbach, der ehemalige Grenzbach zwischen Sachsen und Schlesien. In der Parochie Gebhardsdorf kam es nach 1720 durch neue Exulanten zu „Mißhelligkeiten“. In Gebhardsdorf wurden Exulanten durch die evangelische Gemeinde vom Abendmahl ausgeschlossen, die Exulanten hielten sich an die Kirchen Nieder Wiesa und Gerlachsheim. So zogen 12 Familien fort, zusammen 60 Personen, aus Gründen der Uneinigkeit in der Glaubensausübung, mit Streit und Zerwürfnissen innerhalb der Gemeinde Gebhardsdorf. Eine vorläufige zwischenzeitliche Bleibe war laut Kirchenbüchern das Dorf Stöckigt, poln. Krzewie Wielkie. Die Eisenhüttenbesitzer Seheer-Thoss vermittelten 1755 den Zuzug einiger Exulantenfamilien u. a. Gernert und Schröter anfänglich nach Petersdorf bei Primkenau, später dann in Sprottischwaldau. In der Gegend von Primkenau und Sprottau grub und gewann man Raseneisenstein zur Verhüttung. Die später in Schlesien und Brandenburg lebenden friderizianische Kolonisten der Nachfahren der Exulanten Gernert nahmen in nachfolgender Zeit die Familiennamen Gerner und Görner an. Nach 1945 wurden Plauen, Potsdam, Berlin, Braunschweig, Döbeln und Schwerin zur neuen Heimat der Gerner.

## Häuser der Dorfrichter Gernert
- Grundstück (alt) 092, 1657 bis 1681
- Grundstück (alt) 102, 1657 bis 1681
- Grundstück (alt) 103, 1667
- Grundstück (alt) 101, 1667 bis 1698
- Grundstück (alt) 093, 1681 bis 1706

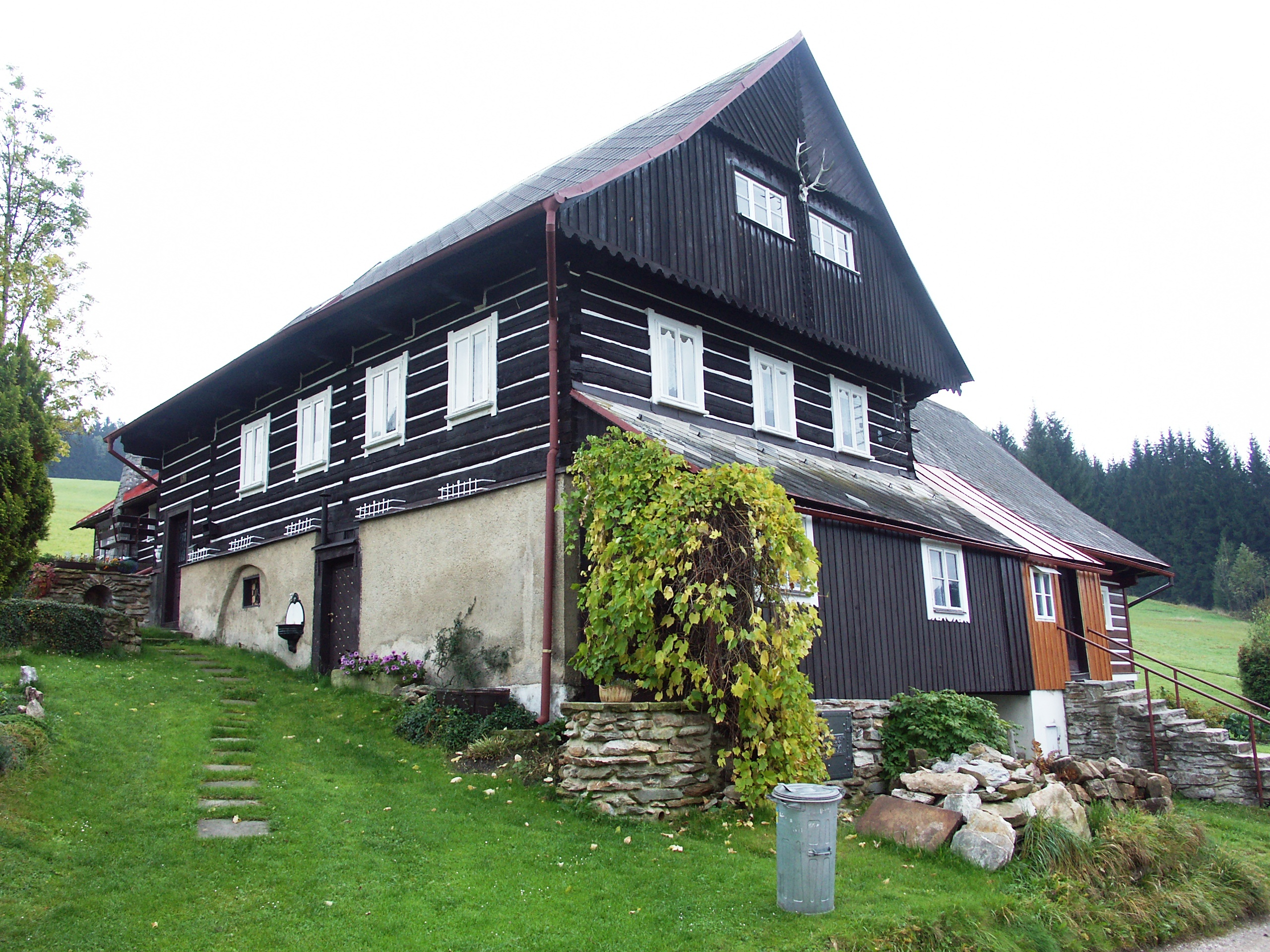
Nr. 101 Gerichts- und Wohnhaus der Richter Gernert von 1667 bis 1698
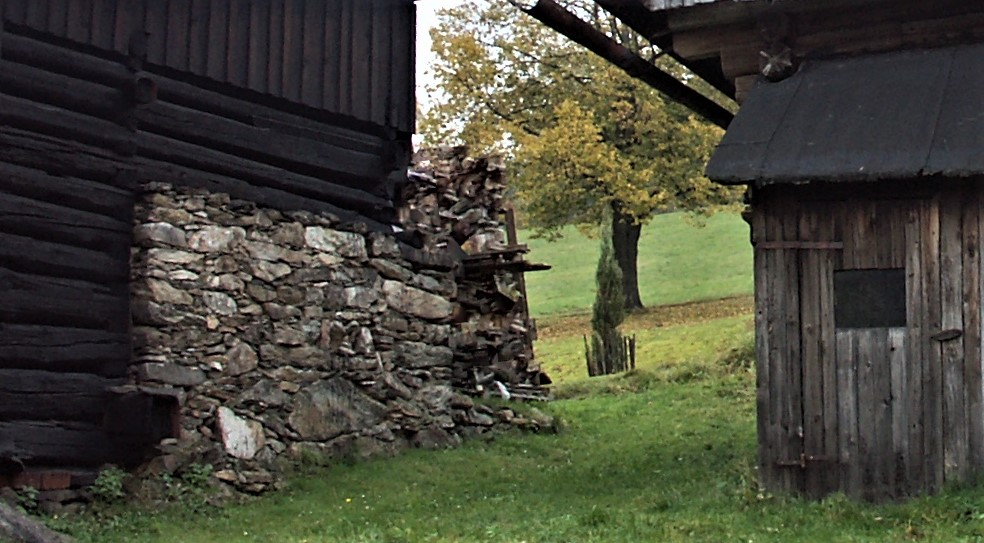
Fundamentrest des Hauses Hans Gernerts aus dem 17. Jahrhundert

## Orte der Seßhaftmachung
- Schwarzbach (Schwarzbächl), ab 1682
- Schwerta (Schwertau)
- Meffersdorf
- Gersdorf
- Gebhardsdorf, polnisch Giebułtów
- Estherwalde, ab 1722. Aufenthalt im Dorf Stöckigt
- Petersdorf bei Primkenau, ab 1755
- Sprottischwaldau, polnisch Szprotawka, ab 1777
- Sorau, polnisch Żary

## Abwanderungen Rochlitzer Exulantengenerationen ab 1720
- nach Niederschlesien Orte: Primkenau, Petersdorf, Sprottischwaldau, Sprottau
- nach Niederlausitz    Orte: Cottbus
- nach Brandenburg      Orte: Nowawes in Potsdam-Babelsberg, Reinickendorf in Berlin
- innerhalb von Sachsen Orte: Herrnhut, Herrnhuter Brüdergemeine und Dresden

## 325. Jährung der Flucht über das Riesengebirge
2007 organisierten Nachfahren von George Gerner dem Älteren, Kurt Gernert und Jürgen Gerner die Wiederholung des Exulantenmarsches. Der Fluchtweg, der Böhmersteig auch Böhmischer Weg genannt, rot ausgewiesen führte als alter Handelsweg von Rokytnice nad Jizerou (Rochlitz an der Iser), über die Labská louka (Elbwiese) in das Luftlinie vier Kilometer nordwestlich gelegene Szklarska Poręba (Schreiberhau) in Schlesien. Die Fußstrecke führte vorbei an den Höhenweiden der ehemaligen Herrschaft Starkenbach, von denen sich die damaligen Glaubensflüchtlinge zuvor 200 Rinder nahmen und diese mit ihrer Habe beluden. Sie mussten ca. 900 Höhenmeter aufsteigen und 800 Höhenmeter absteigen, der erste Teil der Fluchtstrecke betrug 20 km. Ziel war im Jahre 1682, wegen der Rekatholisierung, das protestantische Sachsen, indem man die Exulanten in Schwarzbach / Schwerta / Gebhardsdorf aufnahm. Mit Hilfe des Touristischen Informationszentrums Rokytnice, der tschechischen Fam. Gernert und Gebert wurde die Fluchtstrecke bis Schreiberhau erörtert. Die Wanderung ergab, dass die Grenzpassage mit den 300 Packrindern, nach den historischen Situationsbriefen die im Sächsischen Staatsarchiv Dresden lagern, nur fußläufig über den Böhmersteig passabel war. Für Karren war der Steig auf der heute polnischen Seite nicht geeignet.

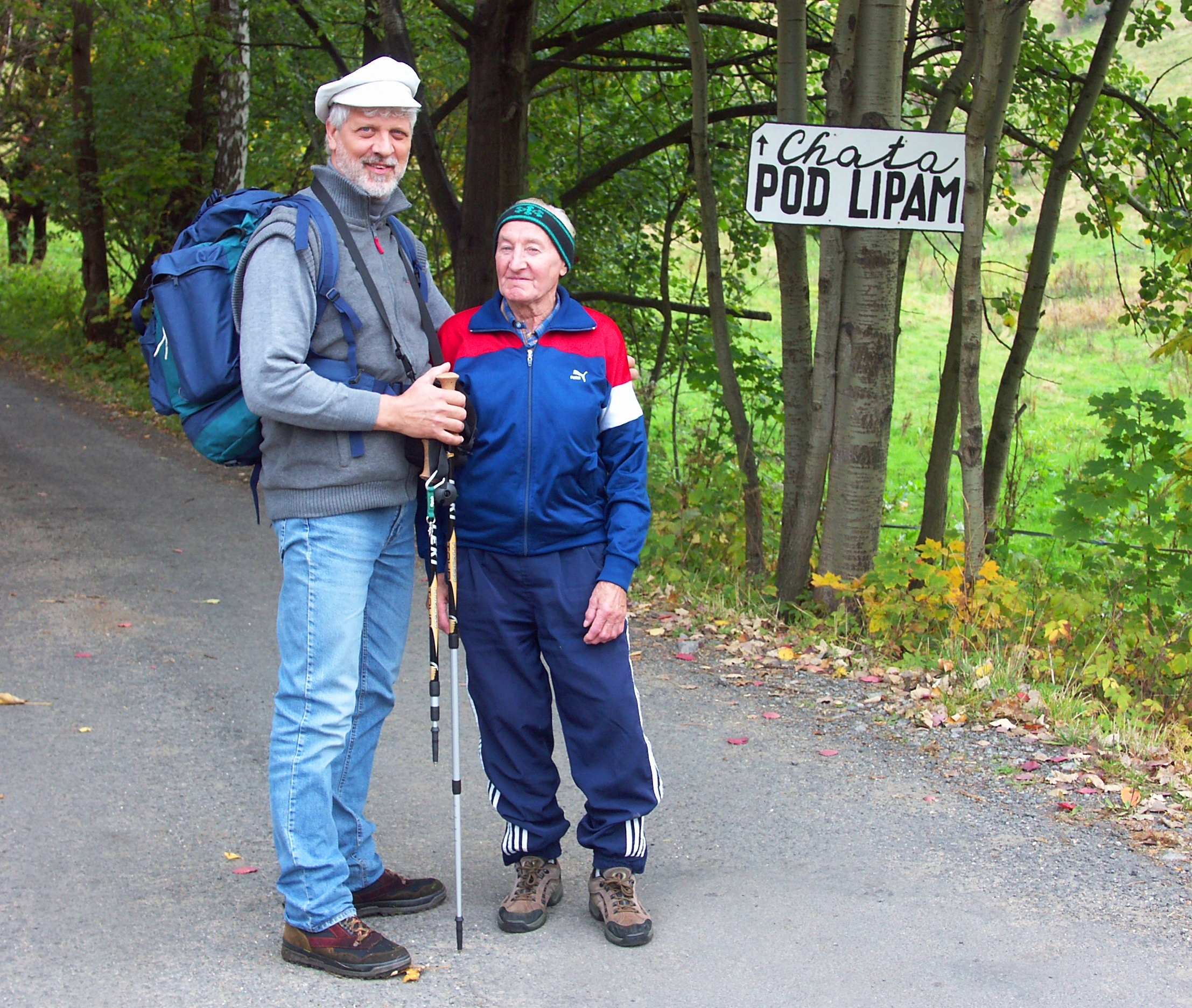
Organisatoren Kurt Gernert u. Jürgen Gerner, Nachfahren
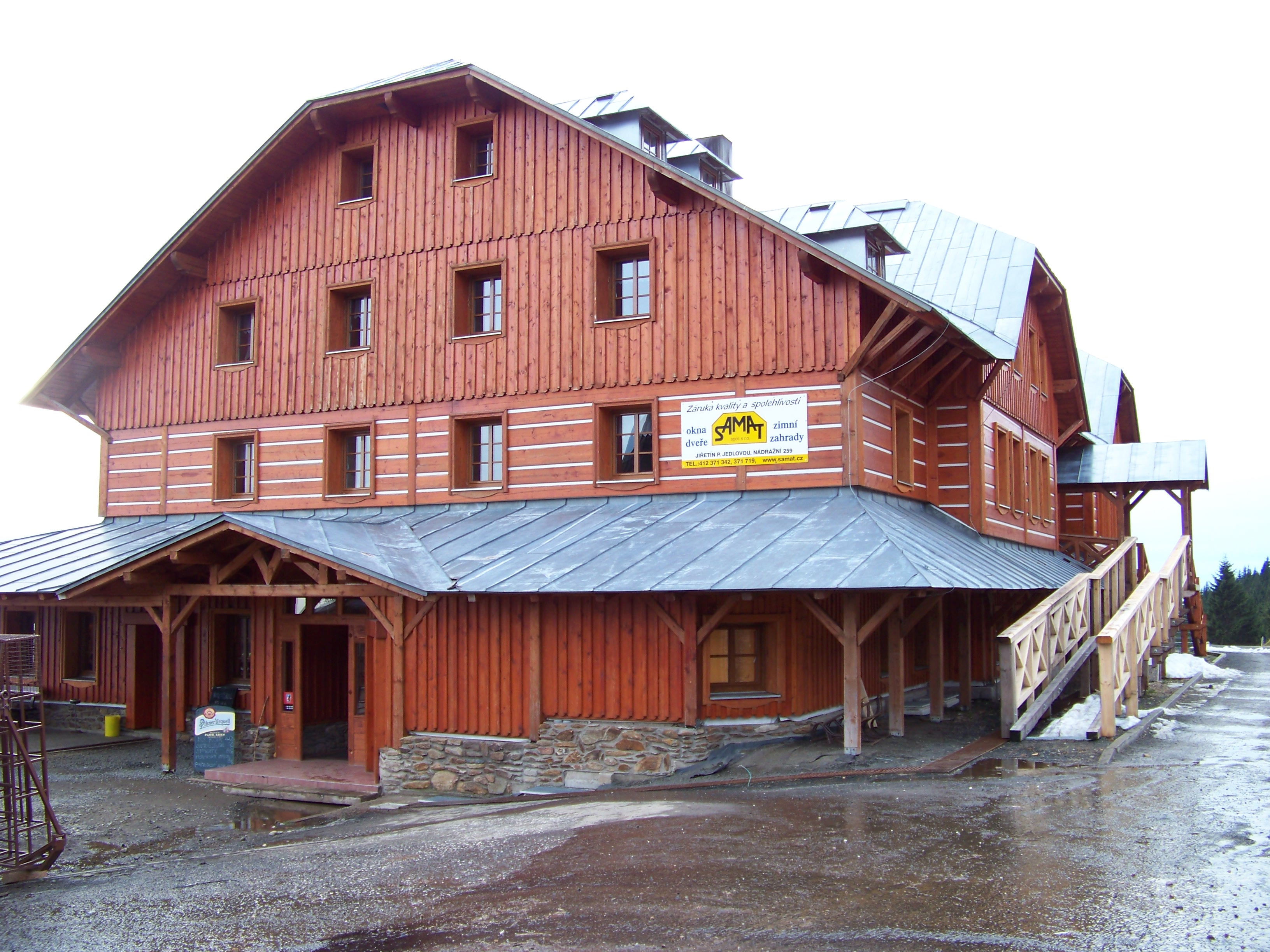
Dvoračky, ehemalige Hofbaude
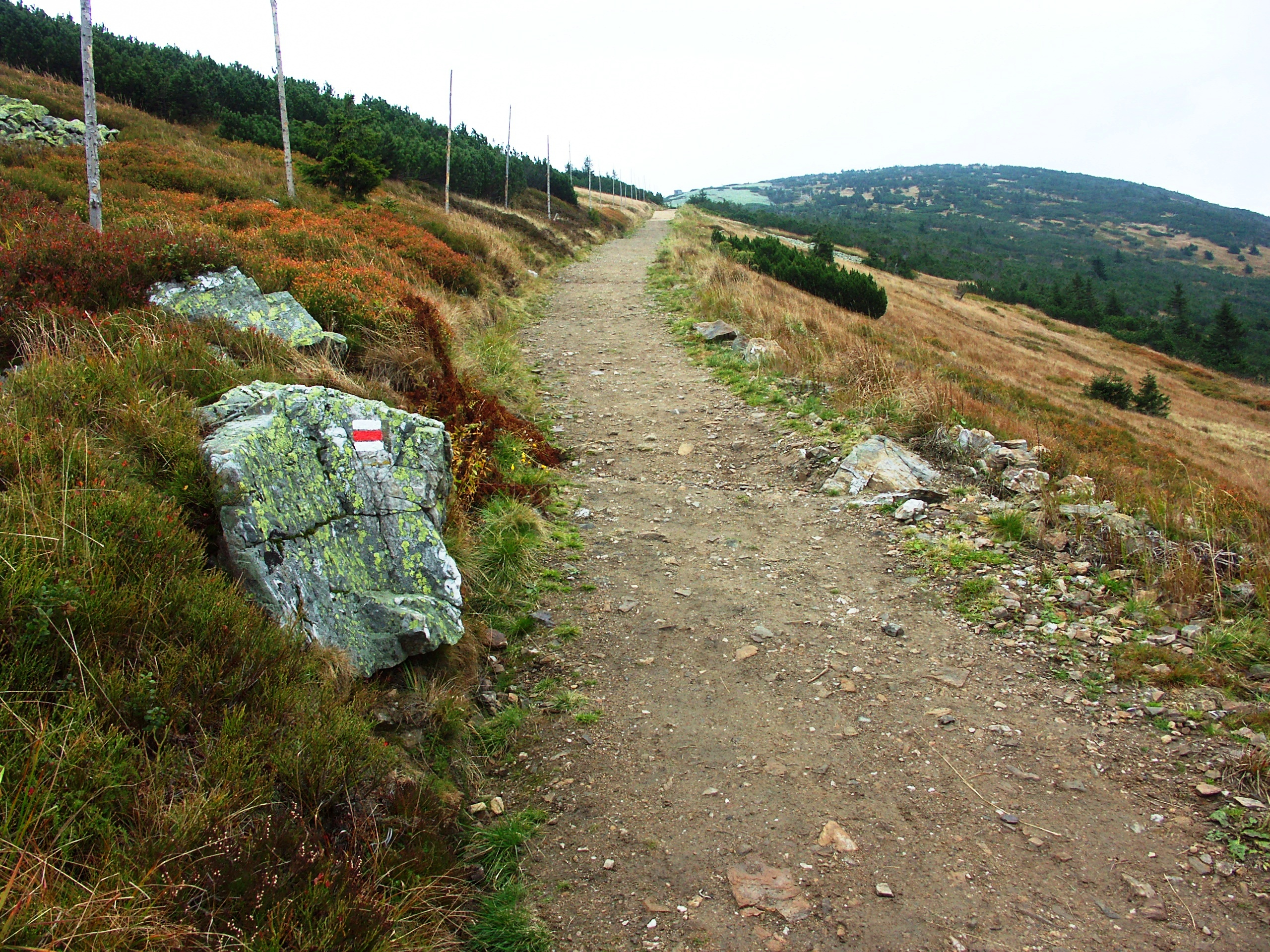
Aufstieg südwestlich der Kesselkoppe
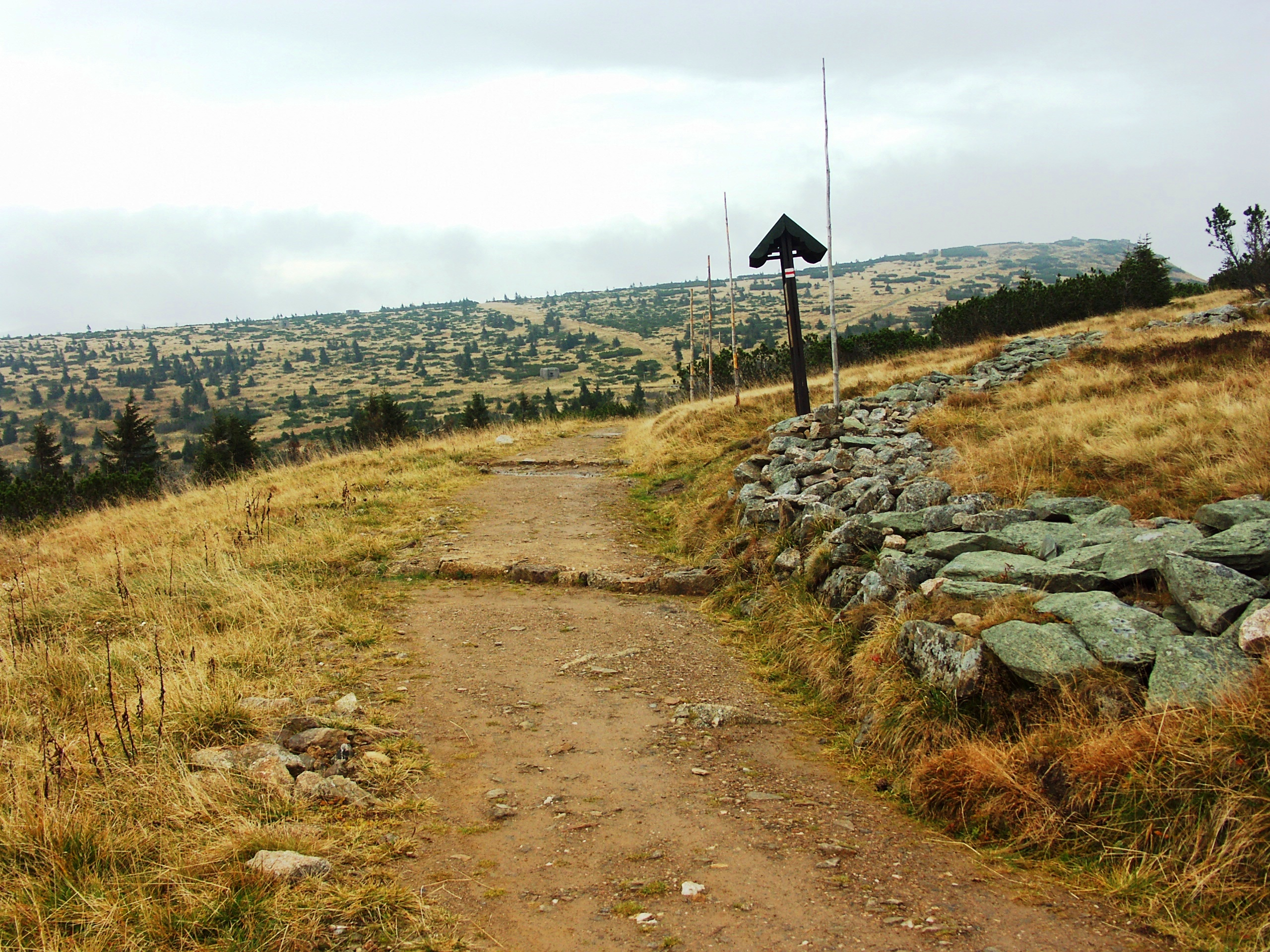
Böhmersteig am Rübezahlgarten
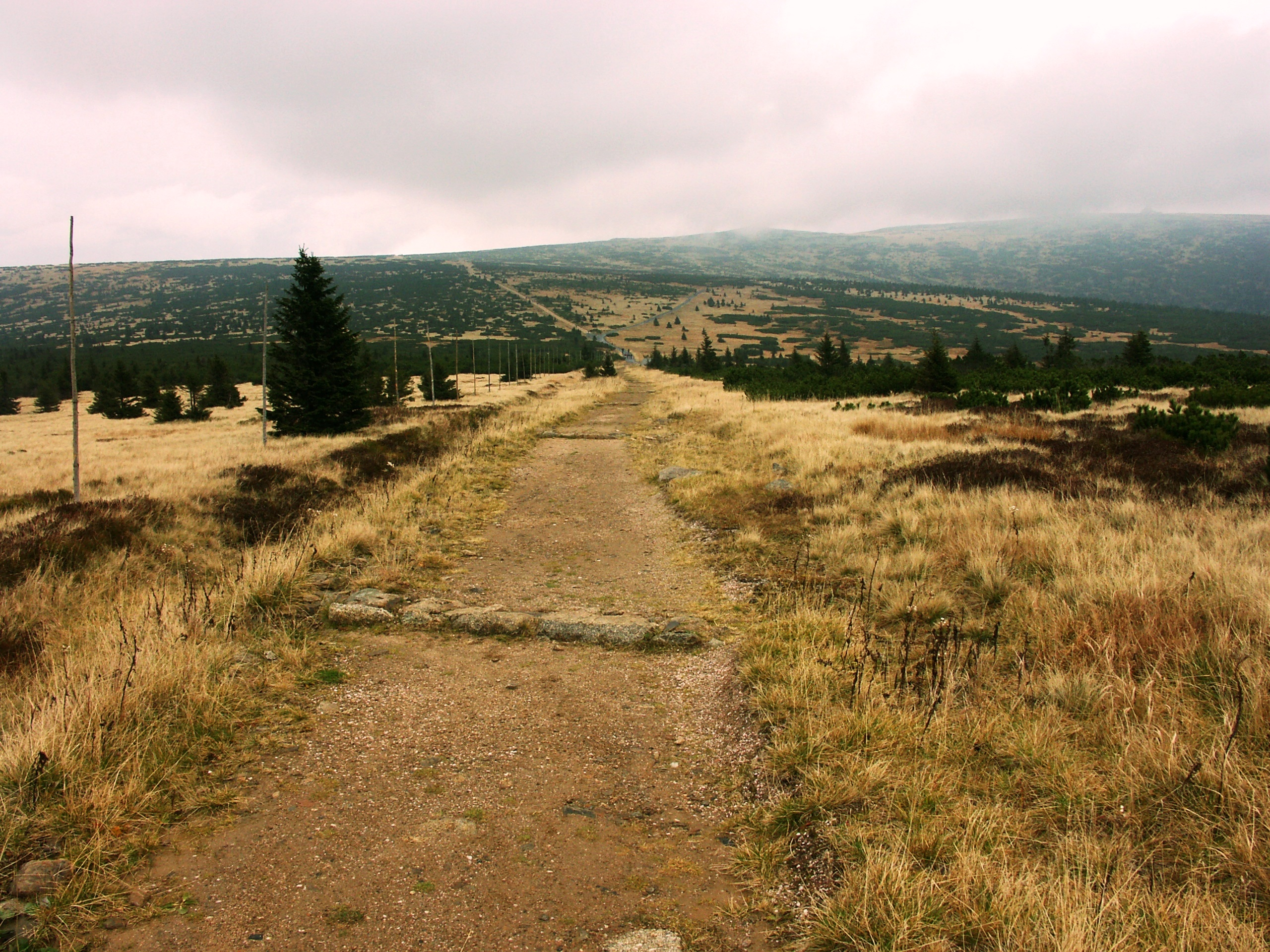
Von der Kesselkoppe zu den Elbwiesen
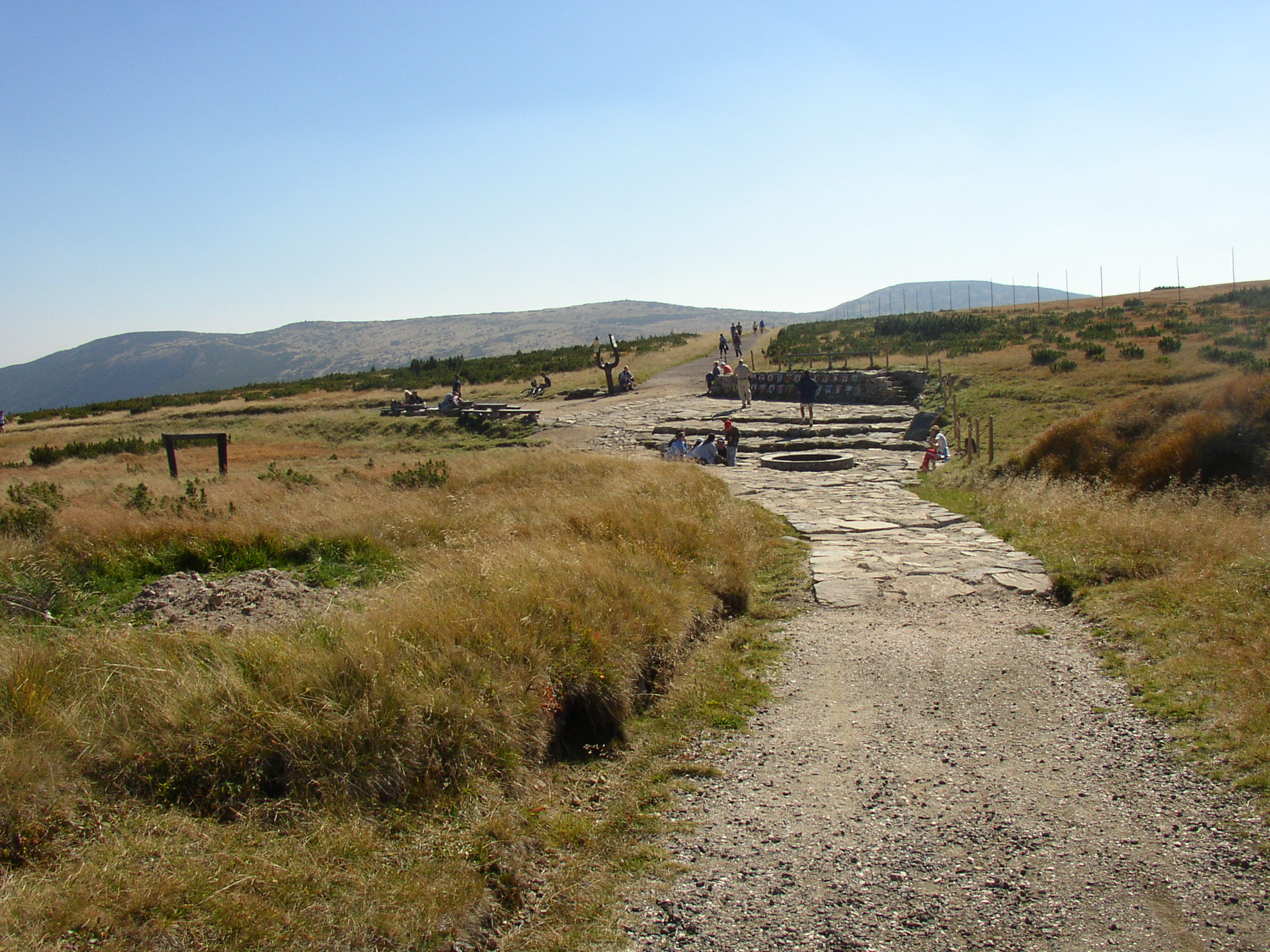
Elbquelle, Elbwiese (Labská louka)
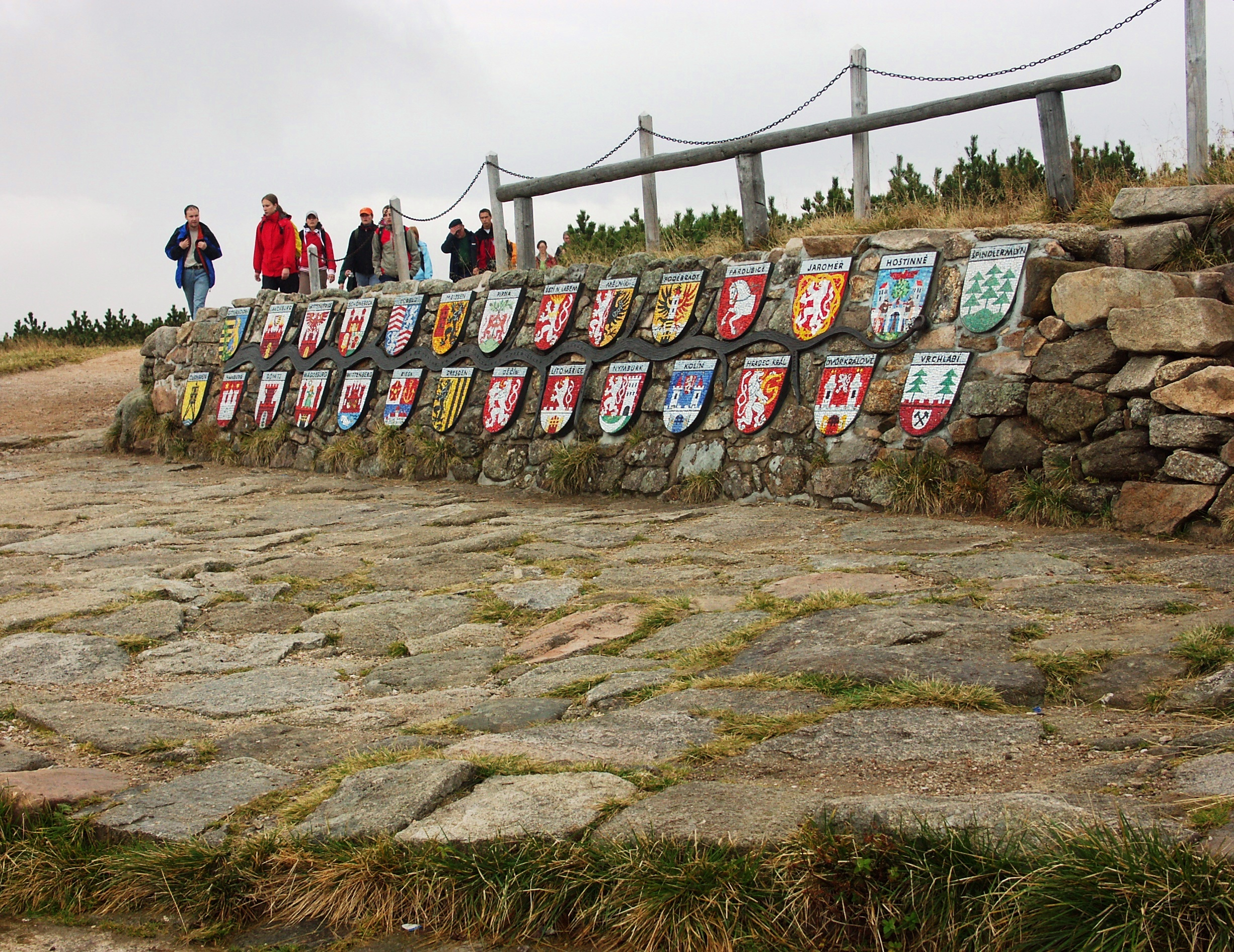
Marsch an der Elbquelle mit Elbstädtewappen
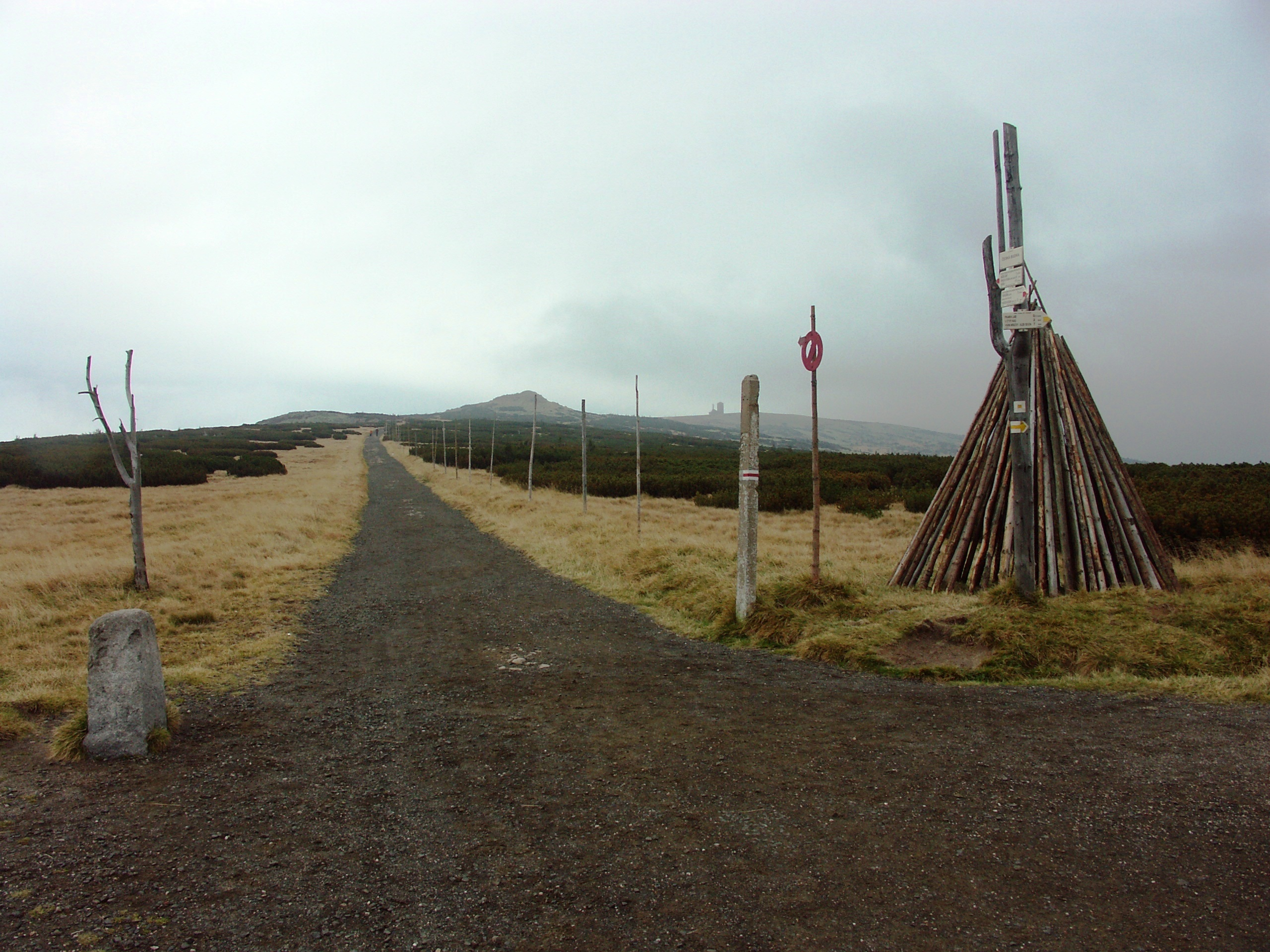
Weg zur tschechisch-polnischen Grenze
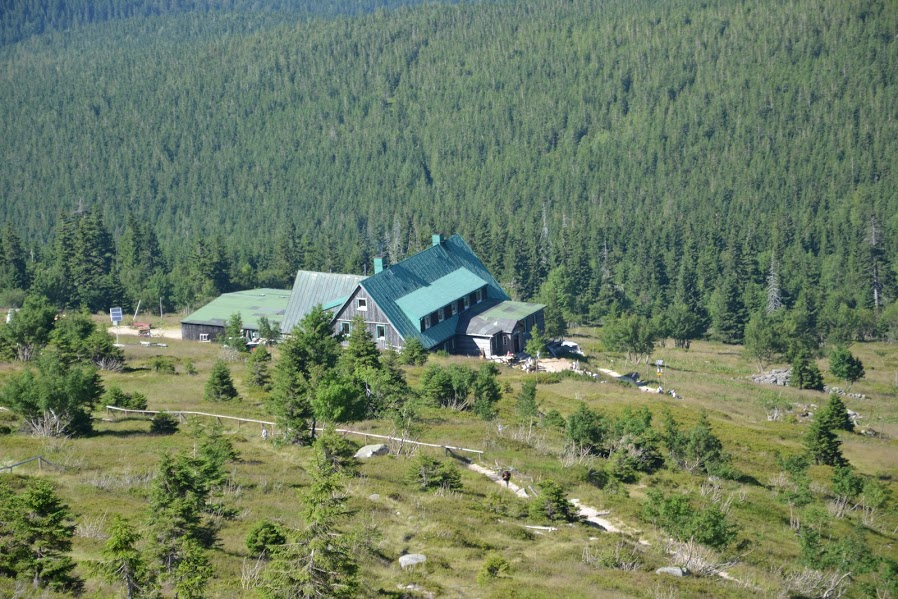
Alte schlesische Baude in Polen
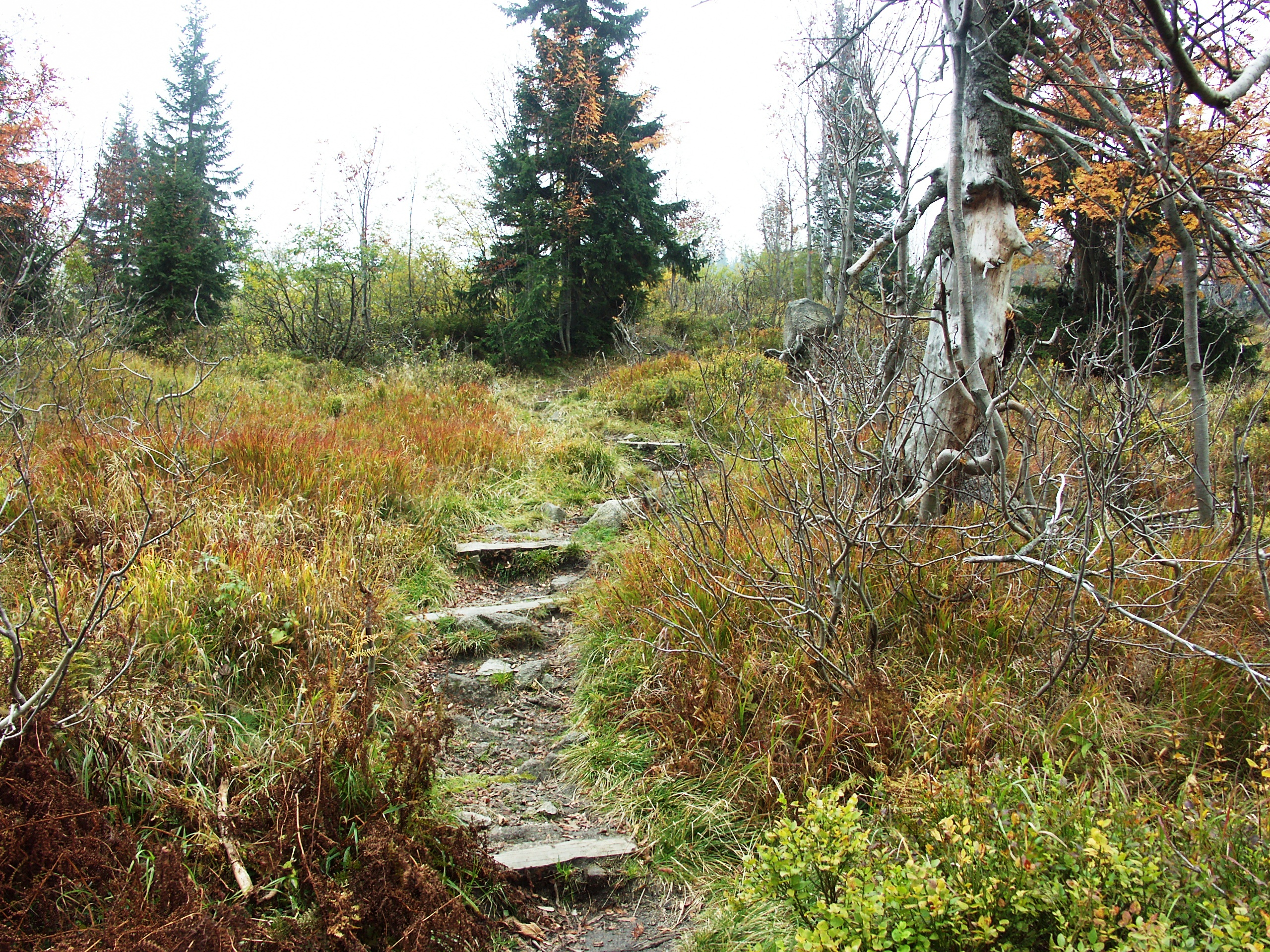
Abgang zur Oberen Kochel, zum historischen Böhmersteig
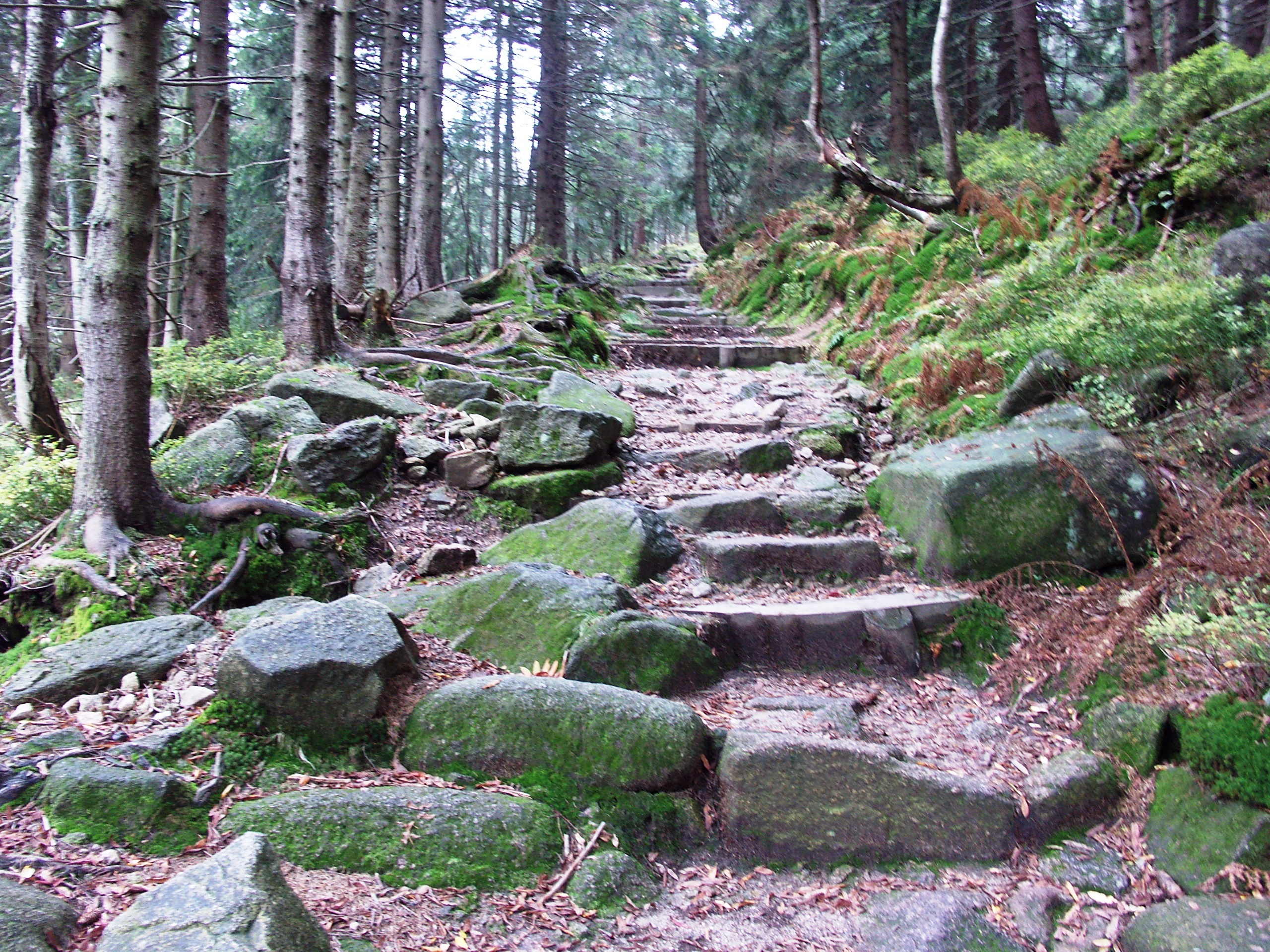
Steinstufenweg entlang der Oberen Kochel
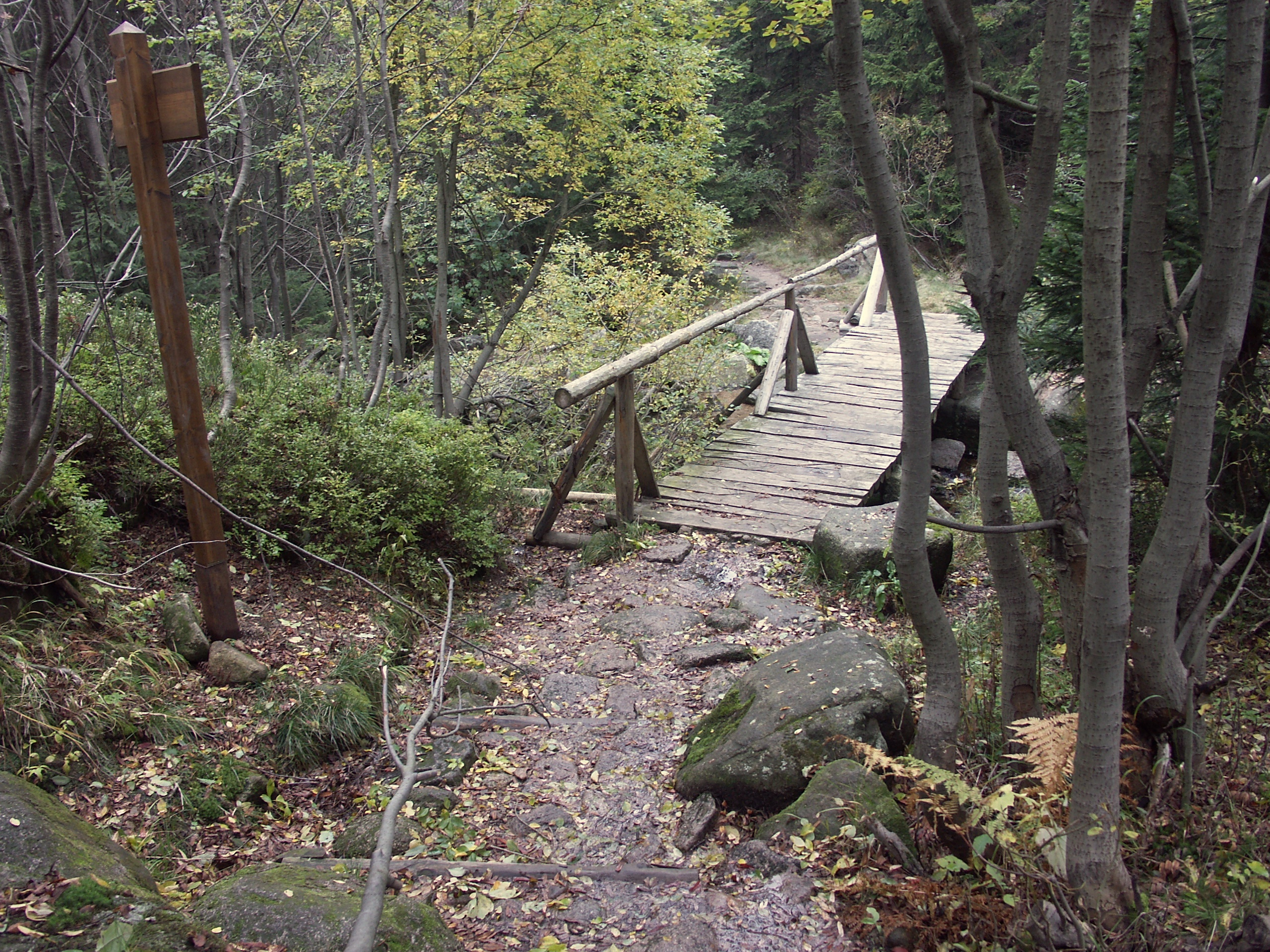
Holzbrücke über die Obere Kochel
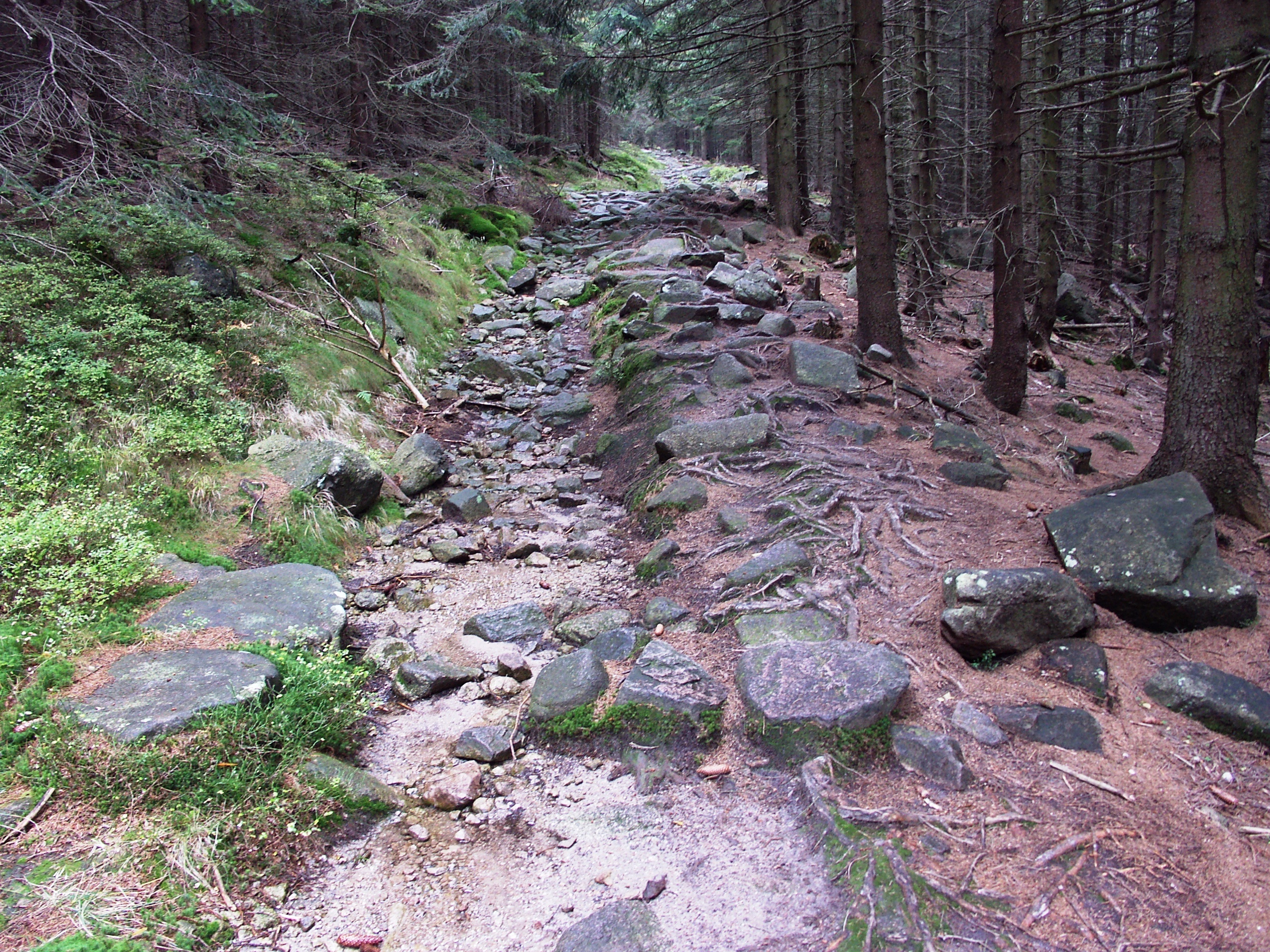
Steiniger Abstieg entlang des Stollenflusses
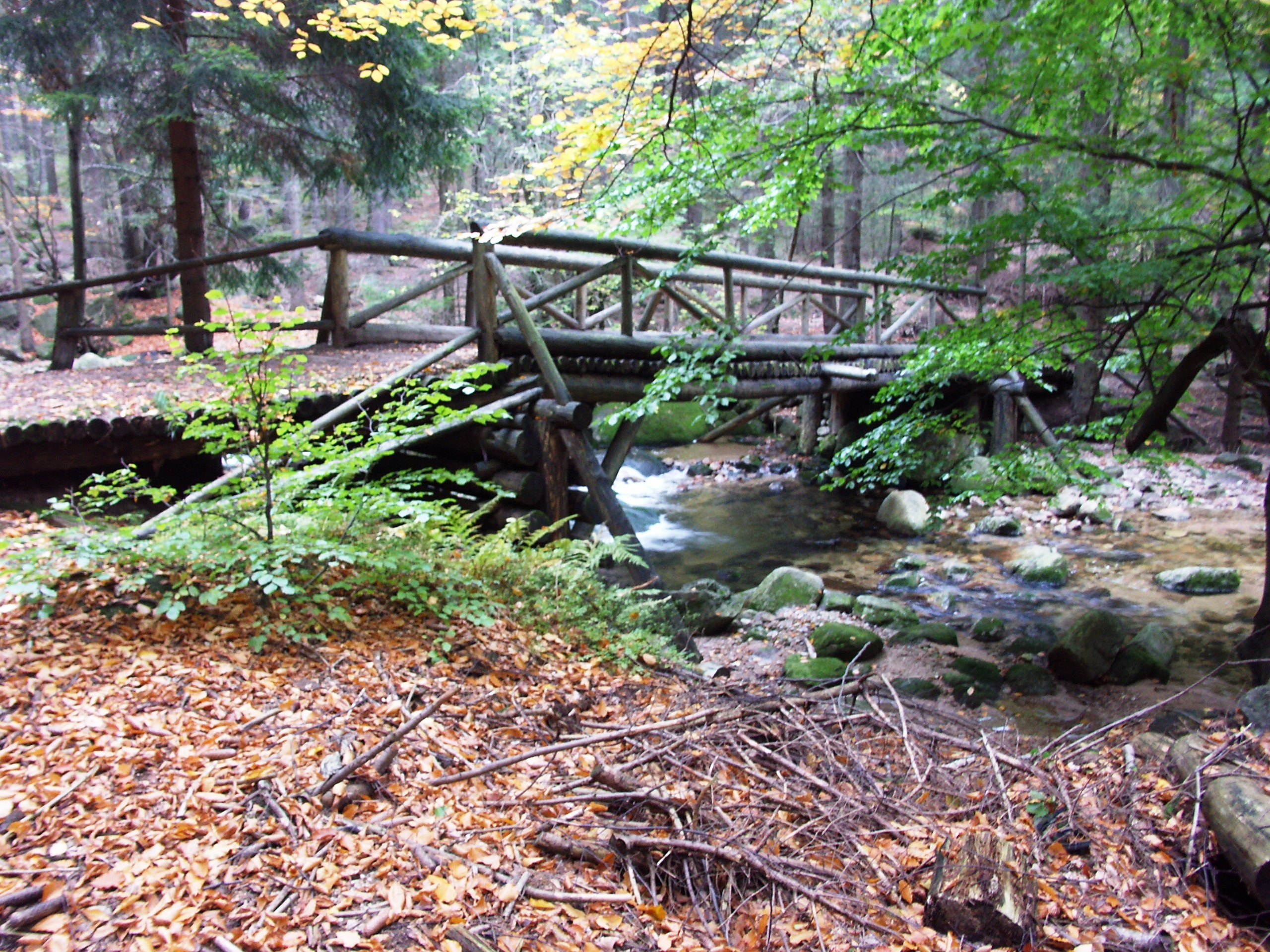
Überweg über den Stollenfluss
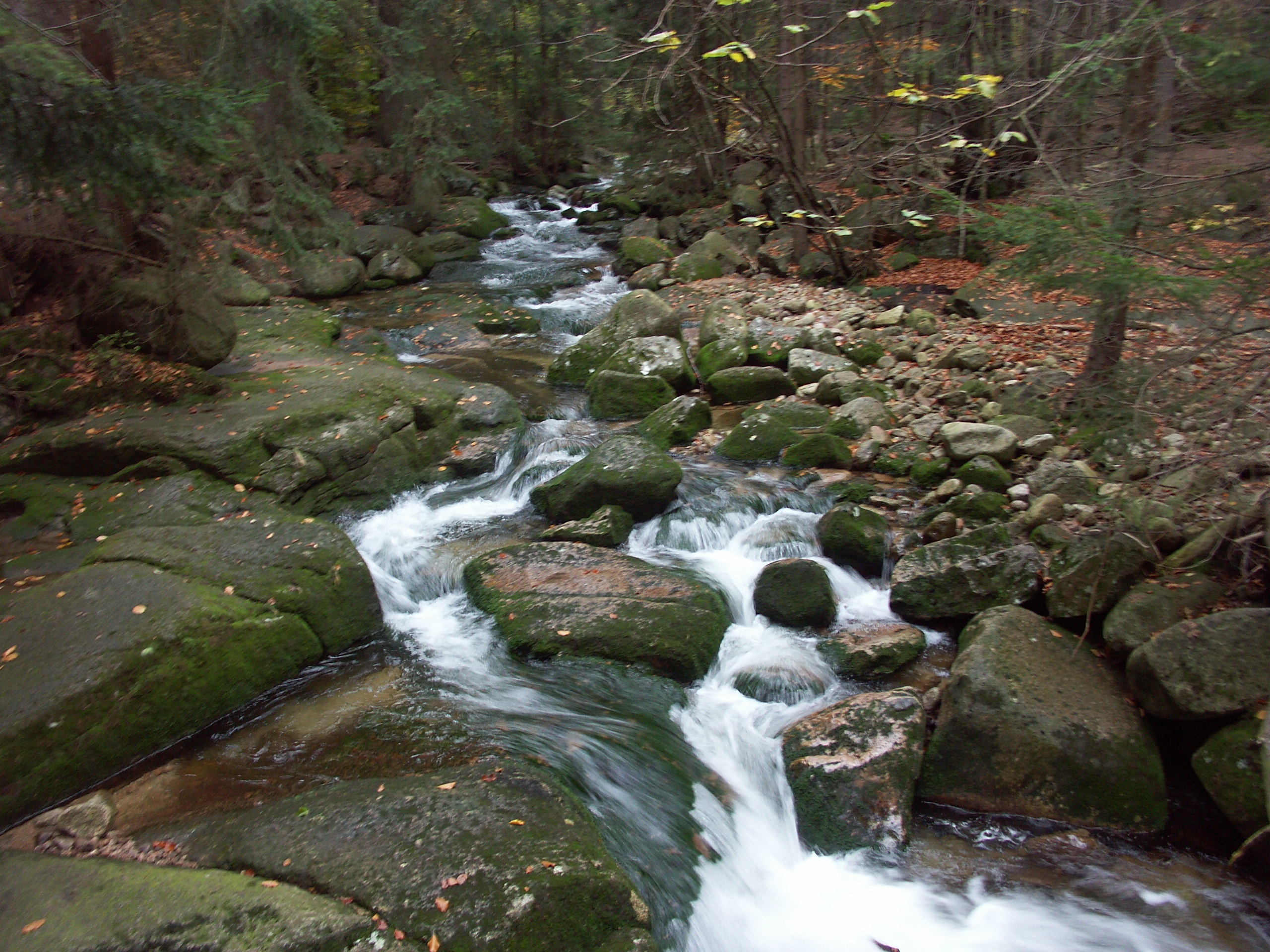
Abstieg an der Fliesskochel, bergauf fotografiert
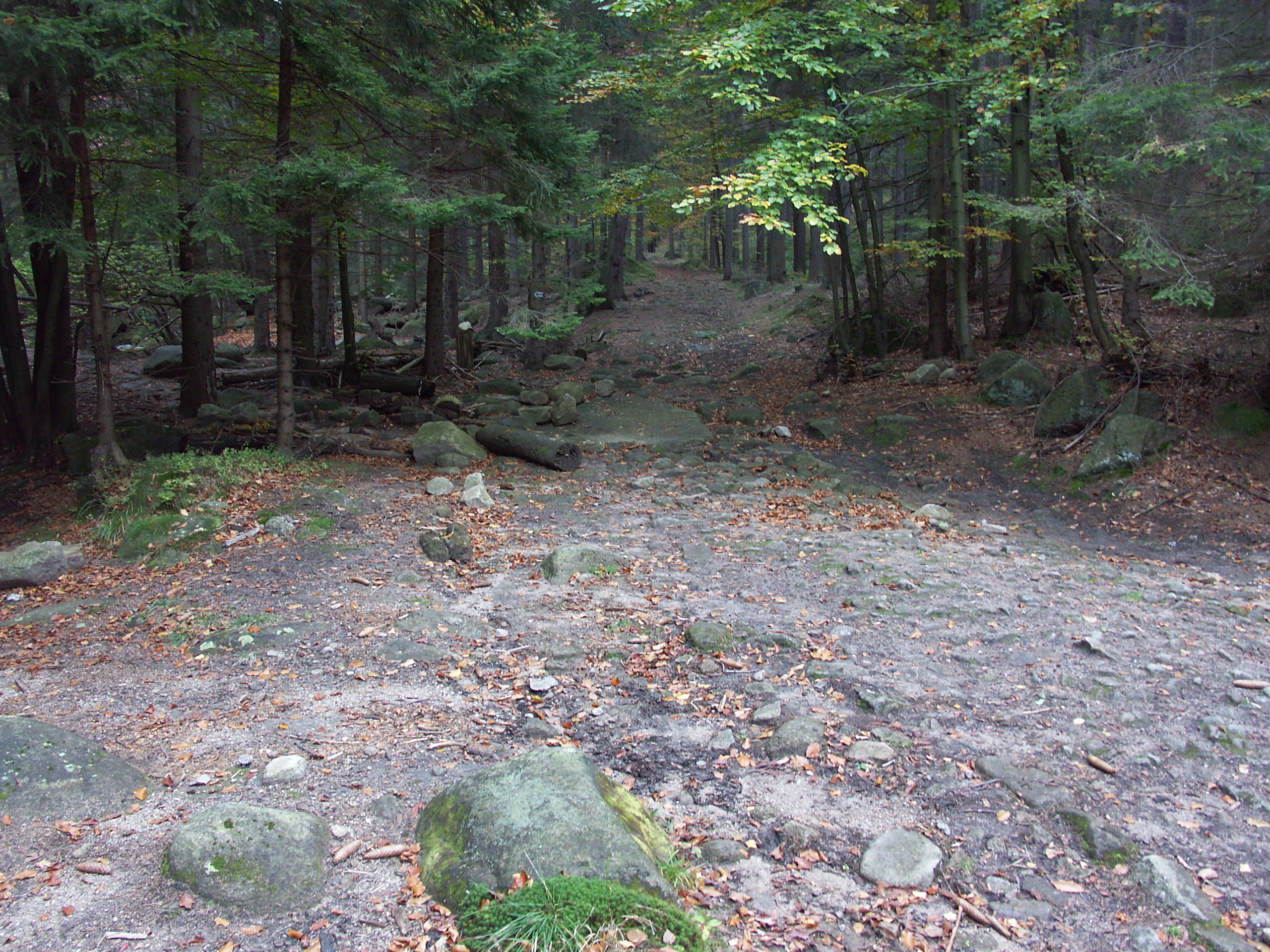
Weg ins Tal von Schreiberhau
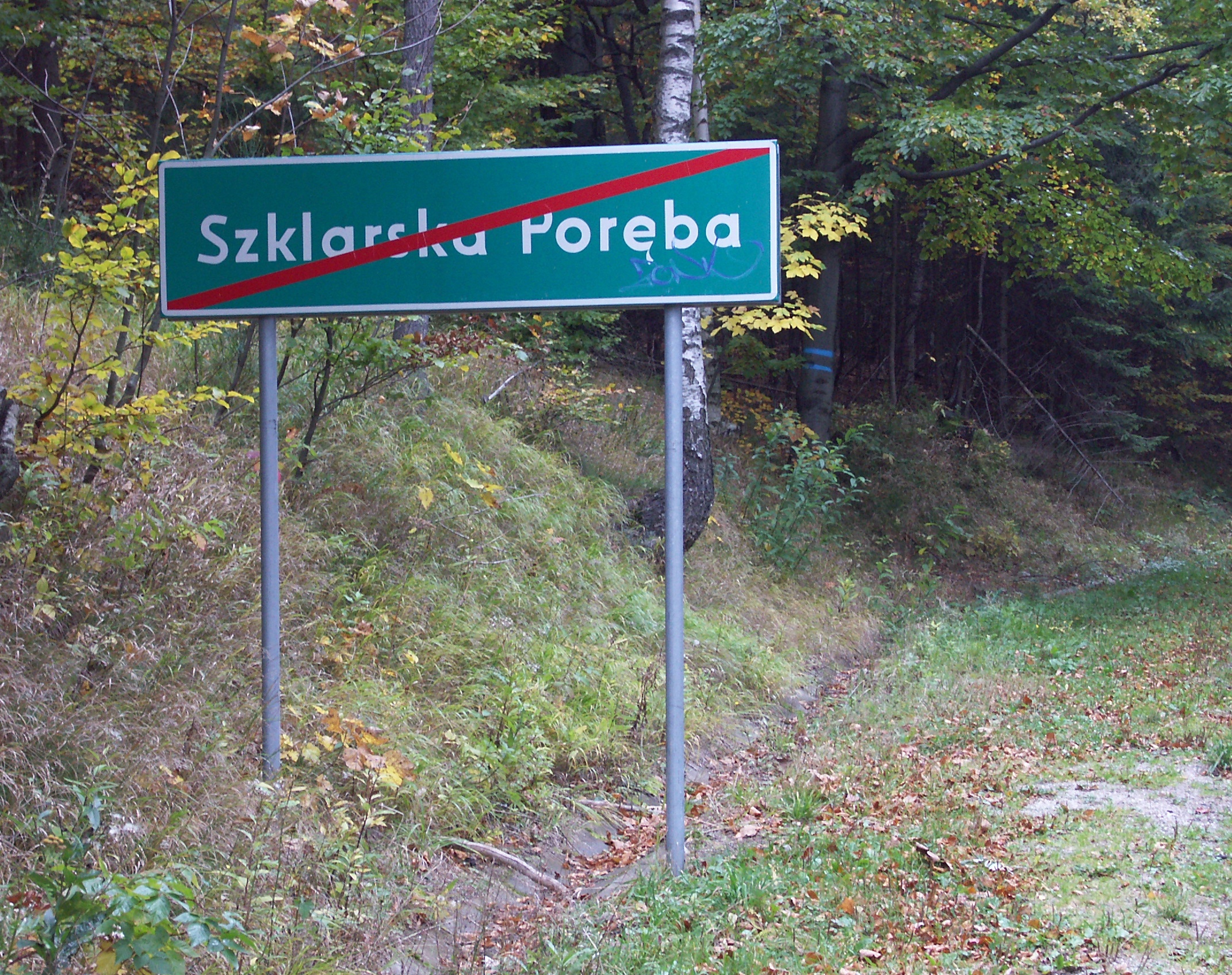
Böhmersteig absolviert, Schreiberhau erreicht
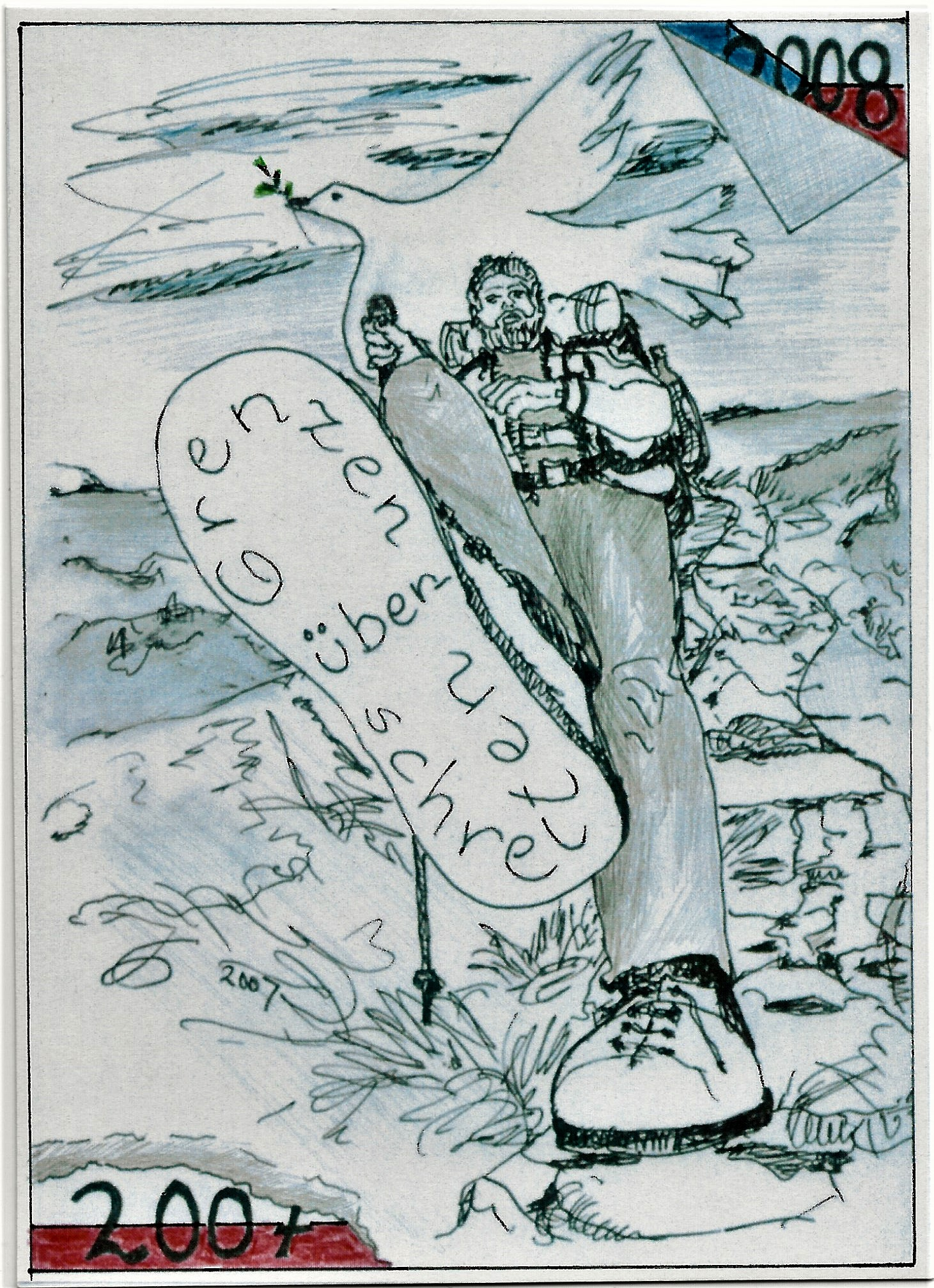
Grenzen überschreiten, tschechisch, polnisch, deutsche Geschichte

## Persönlichkeiten, besondere Verwandte, Nach- und Vorfahren
- Nickel Jacob (1505–1576), Autor des ersten deutschen Buches über Honigherstellung[15]
- Ferdinand Genähr (1823–1864), Missionar der Rheinischen Mission in China, alias Ye Naqing 葉納清
- Buchwald, Buchler Niederadel in Buchwald, Ebersdorf[16]
- Hermann Gerner (1892–1983), Bundesschiedsrichter der Armbrustschützen Deutschlands, Stadtrevierförster und Forstaufseher (1921–1945) in Sorau (Provinz Brandenburg), polnisch Żary
- Jürgen Gerner (* 1952), Ingenieur, Genealoge und Grafiker. Erforscher der Ratsfamilie Gernert und deren Nachkommen in Arnau, Rochlitz, Estherwalde, Gebhardsdorf, Sprottischwaldau und Sorau